# Aladdin e il re dei ladri
Aladdin e il re dei ladri (Aladdin and the King of Thieves) è un film d'animazione direct-to-video del 1996 diretto da Tad Stones, terzo ed ultimo capitolo della serie dopo Aladdin e Il ritorno di Jafar e ambientato dopo la serie animata.

## Trama
Aladdin e la principessa Jasmine stanno finalmente per sposarsi. Durante i preparativi, Aladdin  recupera un pugnale, unico ricordo del padre Cassim, morto quando lui era ancora un bambino. Durante la cerimonia, loro e gli ospiti riuniti subiscono un assalto dei famigerati Quaranta Ladroni: il loro capo, un uomo che si fa chiamare il "Re dei Ladri", prova a rubare dal tesoro del Sultano uno scettro, ma Aladdin glielo impedisce. In seguito Aladdin, Abu, Jasmine e il Genio scoprono che nello scettro dimora uno spirito, l'Oracolo, il quale ha il potere di rispondere a qualsiasi domanda. A una domanda di Iago, l'Oracolo rivela che i ladroni sono alla ricerca del "tesoro supremo". Ad Aladdin, invece, rivela che suo padre è ancora vivo ed è stato imprigionato dai Quaranta Ladroni.
Aladdin, insieme ad Abu, Iago e il Tappeto, trova il nascondiglio dei ladroni e scopre che suo padre e il Re dei Ladri sono la stessa persona. Dopo che i due si ricongiungono, il violento ladrone Sa'luk cerca di uccidere Aladdin per aver scoperto il loro nascondiglio, ma Cassim suggerisce astutamente che suo figlio affronti invece un rituale d'iniziazione, in cui deve sconfiggere uno dei Quaranta Ladroni e prendere il suo posto. Dopo un violento scontro, Aladdin riesce a battere Sa'luk e a farlo precipitare in mare, venendo così accolto nella banda dei ladroni.
Cassim rivela ad Aladdin di averlo abbandonato per trovare la Mano di Mida, un potente artefatto in grado di trasformare in oro qualsiasi cosa tocchi, e salvare così la famiglia dalla povertà. In seguito era stato costretto a unirsi ai ladroni. Aladdin lo convince a tornare con lui ad Agrabah e vivere una vita onesta. Cassim accetta, col segreto proposito di ottenere lo scettro dell'Oracolo.
Aladdin e Cassim trascorrono così del tempo insieme. L'uomo incontra il Genio, Jasmine e il Sultano, che subito lo prendono in simpatia. Tuttavia, ben presto Cassim decide di rubare lo scettro, e chiede a Iago di aiutarlo. Nel frattempo Sa'luk, sopravvissuto allo scontro, si dirige ad Agrabah e si allea con Razoul, a cui rivela le parole magiche che aprono il nascondiglio dei Quaranta Ladroni in cambio dell'immunità. Le guardie catturano i Ladroni, e Sa'luk dice a Razoul che Aladdin è uno di loro, mentre suo padre Cassim è il Re dei Ladri. Cassim e Iago vengono così catturati mentre cercano di rubare lo scettro, e Razoul rivela al Sultano la vera identità di Cassim. Il Sultano condanna Cassim e Iago al carcere a vita. Aladdin corre a liberare Cassim e lo caccia da palazzo dandogli lo scettro, ma viene scoperto e catturato da Razoul. Il Sultano vorrebbe punire Aladdin, ma il Genio e Jasmine vengono in sua difesa, affermando che tutto ciò che il ragazzo desiderava era dare a suo padre una seconda possibilità. Il Sultano decide così di perdonarlo.
Cassim e Iago tornano dai ladroni, ma vengono catturati da Sa'luk e dai restanti sette ladri, a cui il nuovo capo ha mentito, dicendo che sia stato proprio Cassim a tradirli. Cassim è costretto a chiedere all'Oracolo il luogo dov'è nascosta la Mano di Mida, per poi condurre lì i suoi uomini. L'Oracolo li indirizza all'Isola Evanescente, una grande città costruita sul dorso di una gigantesca tartaruga sottomarina che emerge dal fondo dell'oceano. Iago scappa e avverte Aladdin del pericolo imminente, spingendo lui e i suoi amici a partire per salvare Cassim.
Aladdin riesce a liberare suo padre e si riconcilia con lui. I due recuperano la Mano di Mida proprio mentre la tartaruga inizia a reimmergersi, ma vengono attaccati da Sa'luk, che prende in ostaggio Aladdin e chiede a Cassim di consegnargli l'artefatto. Cassim lancia la Mano di Mida a Sa'luk, il quale, una volta toccatala, si trasforma in una statua d'oro. Cassim si rende conto che la sua ossessione per la Mano può causare distruzione e che l'amore di suo figlio è in realtà il suo vero tesoro. Lancia così l'artefatto sulla nave dei ladroni, che si trasforma in oro e affonda.
Aladdin e Jasmine finalmente si sposano. Cassim, ancora ricercato, assiste da lontano per poi scontare la nuova pena dell'esilio temporaneo. Iago, che invece è stato graziato, decide di unirsi a lui. Mentre Aladdin e Jasmine partono per un viaggio intorno al mondo, Cassim e Iago s'incamminano verso nuove avventure.

## Doppiatori
| Personaggio | Doppiatore originale                             | Doppiatore italiano                                     |
| ----------- | ------------------------------------------------ | ------------------------------------------------------- |
| Aladdin     | Scott Weinger (dialoghi) Brad Kane (canto)       | Massimiliano Alto                                       |
| Genio       | Robin Williams                                   | Gigi Proietti                                           |
| Jasmine     | Linda Larkin (dialoghi) Liz Callaway (canto)     | Manuela Cenciarelli (dialoghi) Lorena Brancucci (canto) |
| Cassim      | John Rhys-Davies (dialoghi) Merwin Foard (canto) | Franco Chillemi                                         |
| Iago        | Gilbert Gottfried                                | Marco Bresciani                                         |
| Sa'Luk      | Jerry Orbach                                     | Rodolfo Bianchi (dialoghi) Pasquale Schembri (canto)    |
| Sultano     | Val Bettin                                       | Gianni Vagliani                                         |
| Abu         | Frank Welker                                     | Frank Welker                                            |
| Razoul      | Jim Cummings                                     | Michele Kalamera                                        |
| Oracolo     | CCH Pounder                                      | Angiola Baggi                                           |
| Alakim      | Corey Burton                                     | Davide Marzi                                            |
| Thor        | John Fiedler                                     | Antonio Noschese                                        |
| Osiride     | Tress MacNeille                                  | Laura Cosenza                                           |
| Chubs       | Jess Harnell                                     | Massimo Gentile                                         |
| Genghis     | Andre Stojka                                     | Oliviero Dinelli                                        |

## Canzoni
- C'è una festa qui ad Agrabah (There's a Party Here in Agrabah, Part I): Cantata dal Genio, gli abitanti, Iago e i ladri, riguarda i preparativi del matrimonio di Aladdin e Jasmine;
- C'è una festa qui ad Agrabah - Reprise (There's a Party Here in Agrabah, Part II): Cantata da Aladdin e Jasmine, riprende le note della canzone dal punto di vista degli sposi;
- Le mie radici (Out of Thin Air): Cantata da Aladdin e Jasmine in previsione del loro futuro;
- Benvenuto tra noi (Welcome to the Forty Thieves): È la canzone di benvenuto dei ladri per Aladdin dopo la sconfitta di Sa'Luk;
- Come figlio e papà (Father and Son): Cantata dal genio per far comprendere a Cassim la fortuna di aver trovato Aladdin;
- Sei con me o no? (Are You In or Out?): Cantata da Sa'Luk per indurre i ladri a ribellarsi a Cassim;
- Notti d'Oriente - Reprise (Arabian Nights Reprise): Cantata sempre dal mercante, è la canzone conclusiva del film.

## Accoglienza

### Critica
Basato su 12 recensioni raccolte da Rotten Tomatoes, il film ha ricevuto un punteggio di approvazione da parte della critica del 33%, con un punteggio medio di 4,8/10.
Caryn James del New York Times ha elogiato il sequel definendolo "di gran lunga migliore a Il ritorno di Jafar", ma ha riconosciuto che "il video ha alcuni altri punti deboli, ma questi poco importano quando Aladdin e il re dei ladri sono così traboccanti con invenzione comica e avventura."
Scott Blakey del Chicago Tribune ha scritto che la storia diventa noiosa dopo un'ora e ha consigliato invece The Fool of the World and the Flying Ship.
Il Washington Post ha affermato che "l'arte dell'animazione è di nuovo rigorosamente la qualità del sabato mattina (lavorata al team d'oltremare della Disney), e la colonna sonora è un lungo passo indietro rispetto all'originale, il che significa che il film manca della risonanza persistente e dei momenti visivi memorabili del grande classico della Disney. In sostanza, il film è paragonabile ad altri rinomati titoli animati come L'incantesimo del lago e Balto – abbastanza buono, ma non esattamente Disney."

## Riconoscimenti
- 1997 - Annie Awards
  - Miglior produzione animata per l'home entertainment
  - Nomination Miglior colonna sonora a Mark Watters e Carl Johnson
- 1997 - World Animation Celebration
  - Miglior regia in un film home video a Tad Stones

## Progetto originale
Nella prima versione della storia, Aladdin doveva ritrovare il suo perduto fratello gemello maggiore nella persona del principale antagonista, ovvero lo stregone Mozenrath, sovrano della lontana Terra delle Sabbie Nere, insieme a Xerxes e ai mammalucchi. Infatti, secondo l'episodio 37 della serie animata, Mozenrath fu allevato dallo stregone Destano, precedente signore del suo regno, ma non si sa nulla delle sue vere origini.
Siccome però Jonathan Brandis, il doppiatore di Mozenrath, non voleva riprendere il ruolo, l'idea fu abbandonata e i produttori ne approfittarono per distinguersi dalla serie animata. Così Mozenrath fu sostituito da due nuovi personaggi: il buon Cassim come padre di Aladdin e capo dei quaranta ladroni, e l'infido Sa'Luk come vero ed unico cattivo principale.
Inizialmente il doppiatore di Cassim doveva essere Sean Connery, ma la Disney pensò che il pubblico si focalizzasse troppo su di lui rispetto agli altri personaggi, e così venne scelto John Rhys-Davies, che aveva lavorato con Connery in Indiana Jones e l'ultima crociata, e per il quale Rhys-Davies si era ispirato a lui per il ruolo del padre di Aladdin.
L'unico collegamento con la serie televisiva è alla fine: tra gli invitati al matrimonio è possibile riconoscere il principe Uncouthma con la moglie Brawnhilda e il figlio Bud, Sadira, il capitano Murk, il re Mamood con l'assistente Wazeer e altri.

## Citazioni e note
- Durante il film il Genio si trasforma, fra gli altri, in Pluto, Trilly, Pocahontas, Pumbaa, Pinocchio, Forrest Gump, Rain Man (Raymond Babbitt), Cesare e Cleopatra, Topolino, Mrs. Doubtfire (uno dei personaggi più famosi interpretati da Robin Williams, il doppiatore originale del Genio), nell'ED-209 di RoboCop, Rocky, il Bianconiglio di Alice nel Paese delle Meraviglie, in Niccolò Copernico, Albert Einstein, Elvis Presley, Woody Allen, Groucho Marx, Bob Hope, Bing Crosby, Mosè, Thor e perfino in Don Vito Corleone e Don King.
- Alla fine del film, quando il Genio scappa dall'Isola che affonda, si trasforma in un Topolino in bianco e nero che guida fischiettando Steamboat Willie, il tema della prima apparizione di Topolino.
- Sebbene Jafar, precedente antagonista in Aladdin e Il ritorno di Jafar, morto proprio in quest'ultimo film, non appaia, viene brevemente menzionato dal Genio durante la canzone "C'è una festa qui ad Agrabah" quando questi, girando con una maschera con le sue fattezze, esclama "Non c'è Jafar che puzza di morte!".